# حق الإقصاء
حق الإقصاء (باللاتينيَّة: Jus exclusivæ) ويسمى أحيانًا باسم الفيتو البابوي كان حق لعدد من الملوك الكاثوليك في أوروبا باستخدام الفيتو ضد مرشح لمنصب البابوية. وقد حصل على هذا الحق ملوك فرنسا، وملوك إسبانيا، والإمبراطور الروماني المقدس، وأباطرة النمسا. أدَّى هذا الحق إلى زيادة شأن هذه القوى في مجمع الكرادلة، من خلال الكرادلة المتوجين، حيث كان من حقهم الاعتراض على مرشح معين لمنصب البابوية.

## التاريخ المبكر
على ما يبدو أن هذا الحق ظهر خلال القرن السابع عشر. ولا يبدو أن لهذا الحق صلة مع الحق الخاص بالأباطرة البيزنطيين وأباطرة الإمبراطورية الرومانية المقدسة لتأكيد انتخاب البابا، وانتهى ممارسة هذا الحق في بدايات القرون الوسطى.
طالبت إسبانيا في هذا الحق في عام 1605، في فترة كانت تحكم فيها معظم الأراضي الإيطاليَّة. خلال الاجتماع السري في عام 1644 والذي كانت نتيجته انتخاب الكاردينال جيوفاني باتيستا بامفيليا (الذي أصبح البابا إنوسنت العاشر)، قام فيليب الرابع ملك إسبانيا باستخدام حق استبعاد الكاردينال ساكيتيّ. يذكر أنَّ الكاردينال جول مازاران الفرنسي وصل في وقت متأخر جدًا في ذلك الاجتماع السري لتقديم فيتو لويس الرابع عشر ملك فرنسا لإستبعاد الكاردينال بامفيليا، الذي كان قد تم انتخابه. حول هذه الفترة، نشأت العديد الإطروحات في الدفاع عن هذا الحق. في الاجتماع السري عام 1846، قام المستشار النمساوي كليمنس فون مترنيش بتحويل فيتو النمسا من الكاردينال جيوفاني ماريا ماستاي (الذي أصبح البابا بيوس التاسع) إلى الكاردينال كارلو غايتانو جايسترك، رئيس أساقفة ميلانو، والذي وصل في وقت متأخر جدًا.

## حالات حق الإقصاء بعد عام 1644

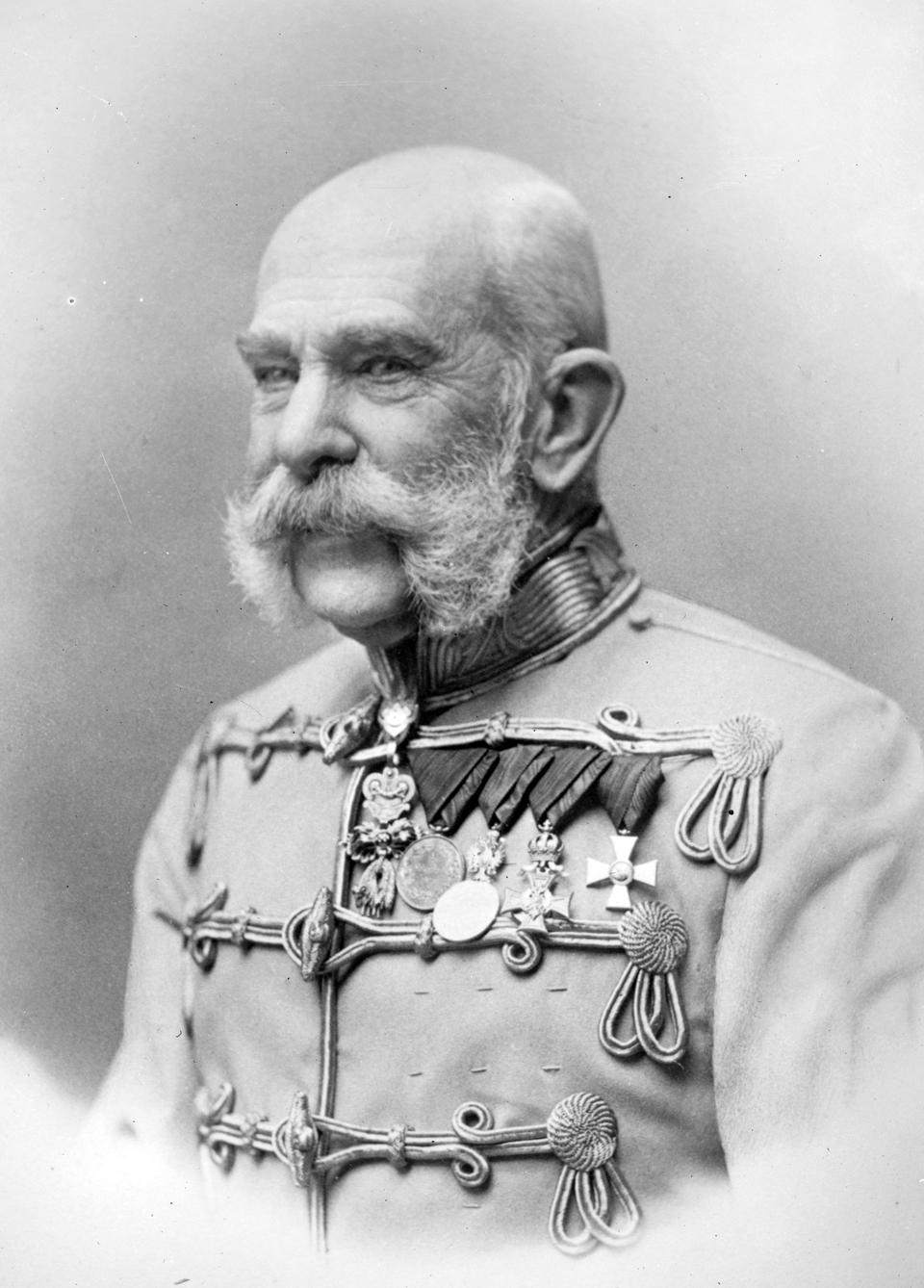
كان فرانتس يوزف الأول آخر حاكم يستخدم حق الإقصاء.

- مجمع الكرادلة في عام 1644: إقصاء جوليو سيزار ساكيتي من قبل فيليب الرابع ملك إسبانيا.
- مجمع الكرادلة في عام 1655: إقصاء جوليو سيزار ساكيتي من قبل فيليب الرابع ملك إسبانيا.
- مجمع الكرادلة في الأعوام 1669-1670: إقصاء بينيديتو أوديسكالتش، من قبل لويس الرابع عشر. ومع ذلك، أصبح الكاردينال أوديسكالتشي البابا إينوسنت الحادي عشر في عام 1676.
- مجمع الكرادلة في عام 1700: إقصاء جالياتسو ماريسكوتي من قبل لويس الرابع عشر.
- مجمع الكرادلة في عام 1721: إقصاء فابريزيو باولوتشي من قبل الإمبراطور شارل السادس، وإقصاء فرانشيسكو بغناتيلي من قبل فيليب الخامس ملك إسبانيا.
- مجمع الكرادلة في عام 1730: إقصاء جوزيبي ريناتو امبريالي من قبل فيليب الخامس ملك إسبانيا.
- مجمع الكرادلة في عام 1740: إقصاء بيير مارسيلينو كوراديني من قبل فيليب الخامس ملك إسبانيا.
- مجمع الكرادلة في عام 1758: إقصاء كارلو ألبرتو كفالينشي من قبل لويس الخامس عشر ملك فرنسا.
- مجمع الكرادلة بين الأعوام 1774-1775: إقصاء جيوفاني كارلو بوشي من قبل بلاط أسرة بوربون.
- مجمع الكرادلة في عام 1823: إقصاء أنطونيو غابرييل سيفيروللي من قبل فرانسيس الثاني.
- مجمع الكرادلة بين الأعوام 1830-1831: إقصاء جياكومو جياستنتاني من قبل فيرناندو السابع ملك إسبانيا.
- مجمع الكرادلة في عام 1903: إقصاء ماريانو رامبولاّ من قبل فرانتس يوزف الأول إمبراطور الإمبراطورية النمساوية المجرية (رفض هذا الحق).

## موقف البابوية من حق الإقصاء
لم تعترف البابوية بحق الإقصاء رسميًا، وعلى الرغم من ذلك أعتبرت المجامع أنه من المناسب أن تحصل اعتراضات علمانية على المرشحين المحتملين لمنصب البابوية، وقبلت تدخل العلمانية. في عام 1903 رُفض طلب فرانتس يوزف الأول إمبراطور الإمبراطورية النمساوية المجرية إقصاء الكاردينال رامبولاّ من قبل الاجتماع السري، على الرغم من أن الاجتماع السري انتخب في نهاية المطاف الكاردينال سارتو (بيوس العاشر) بدلاً منه.
منذ عام 1903 لم أي تقم قوة سياسيَّة بشكل علني ممارسة حق الإقصاء. وقد أصبحت فرنسا جمهورية منذ عام 1870. وبعد الحرب العالمية الأولى، تحولت كل من الإمبراطورية الألمانية والإمبراطورية النمساوية إلى جمهورية وأصبحت إسبانيا كذلك جمهورية، على الرغم من أنها عادت أخيرًا إلى النظام الملكي. يُقال أن الجنرال فرانسيسكو فرانكو حاول خلال انتخاب البابا في عام 1963، عن طريق إرسال بعض «النصائح» إلى مجمع الكرادلة من خلال الكاردينال أركاديو.